# Franklin County (Arkansas)

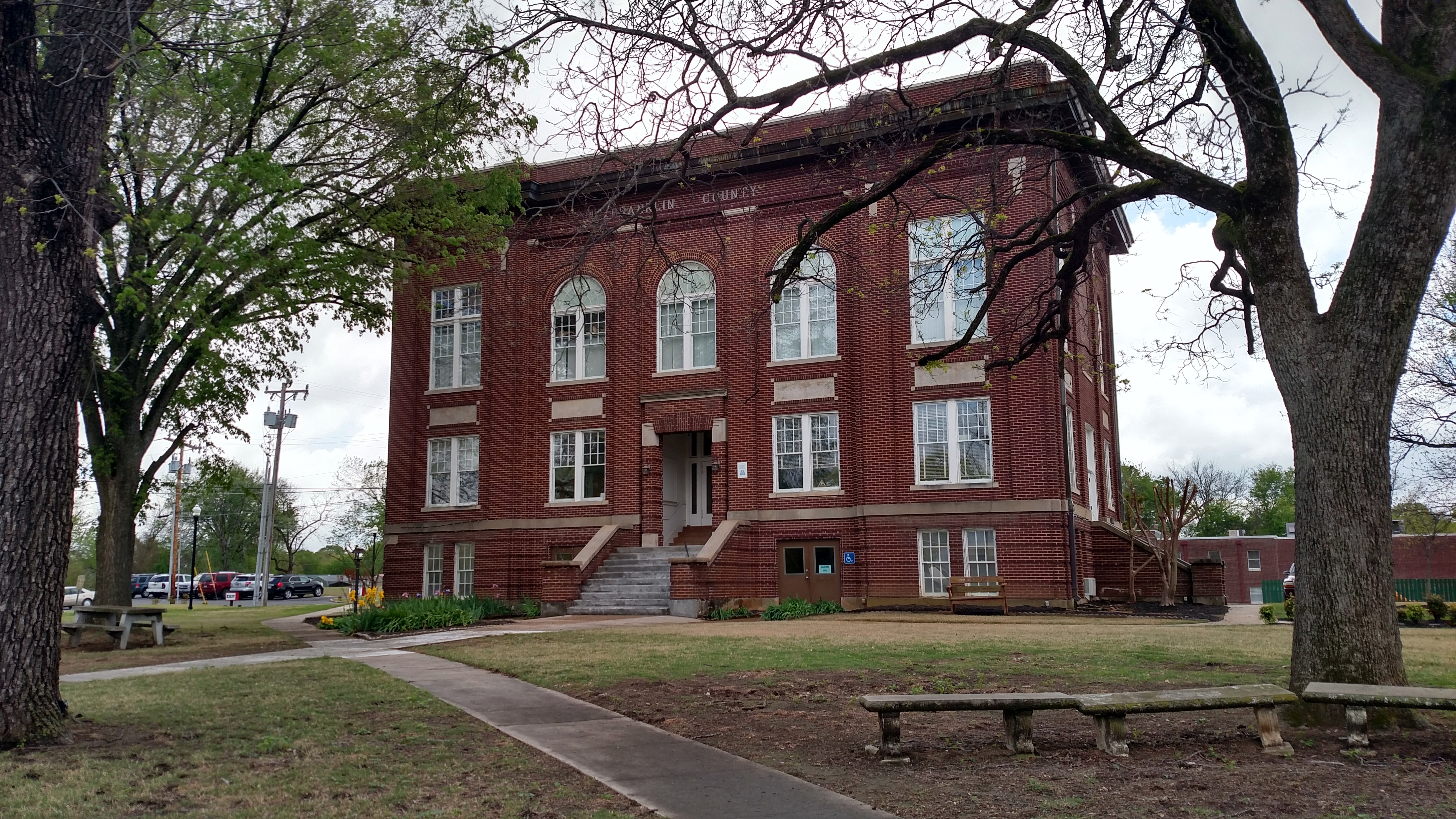
Franklin County Courthouse in Charleston

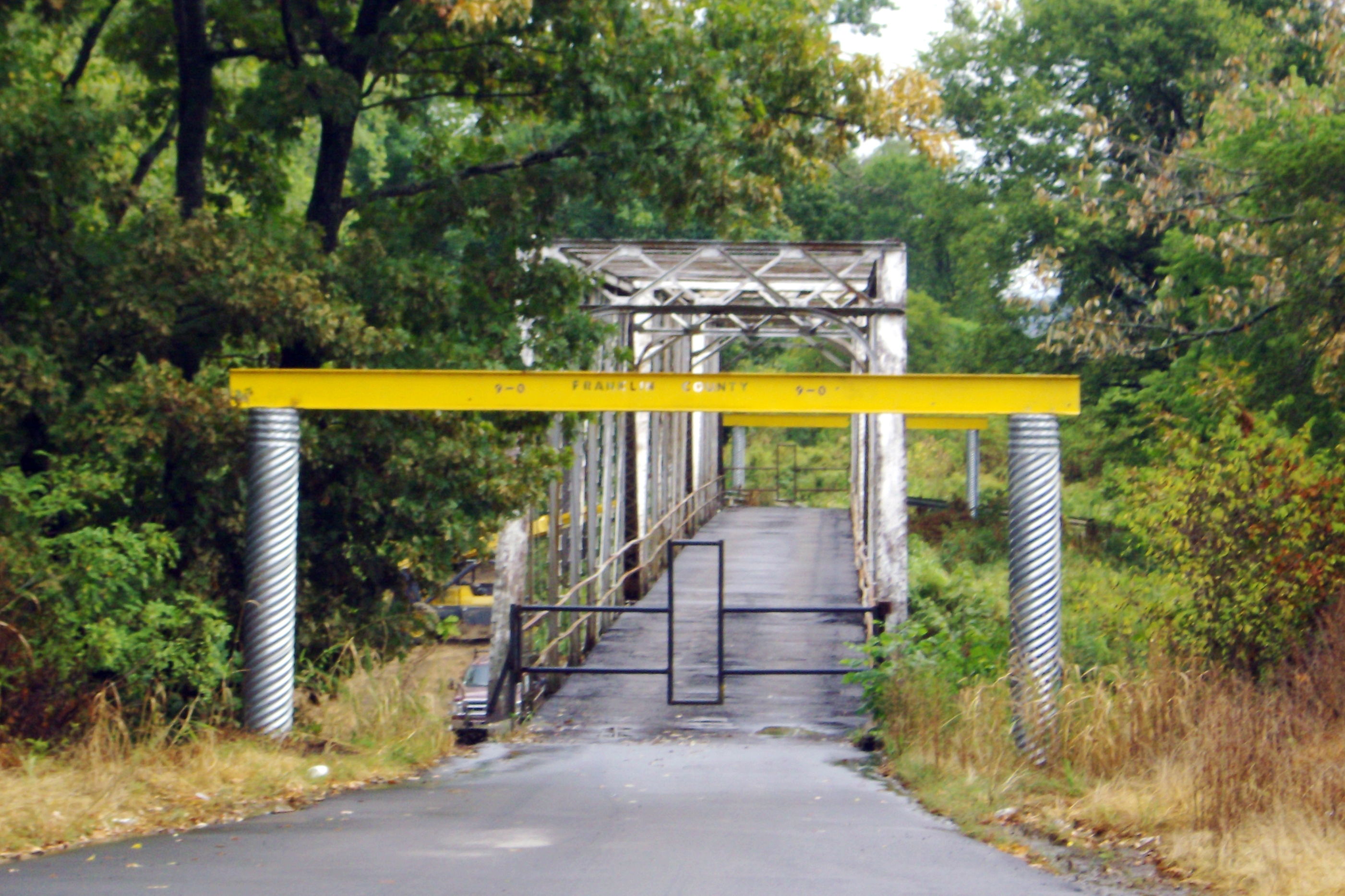
Die Mulberry Bridge über den Mulberry River, gelistet im NRHP

Das Franklin County ist ein County im US-Bundesstaat Arkansas. Mit Ozark und Charleston verfügt das County über zwei Verwaltungssitze (County Seats).

## Geographie
Das County liegt auf dem Ozark - Plateau im mittleren Nordwesten von Arkansas, ist im Norden etwa 80 km von Missouri, im Westen etwa 40 km von Oklahoma entfernt und hat eine Fläche von 1.605 Quadratkilometern, wovon 26 Quadratkilometer Wasserfläche sind. Es grenzt an folgende Countys:
|                  | Madison County |                |
| Crawford County  |                | Johnson County |
| Sebastian County |                | Logan County   |

## Geschichte

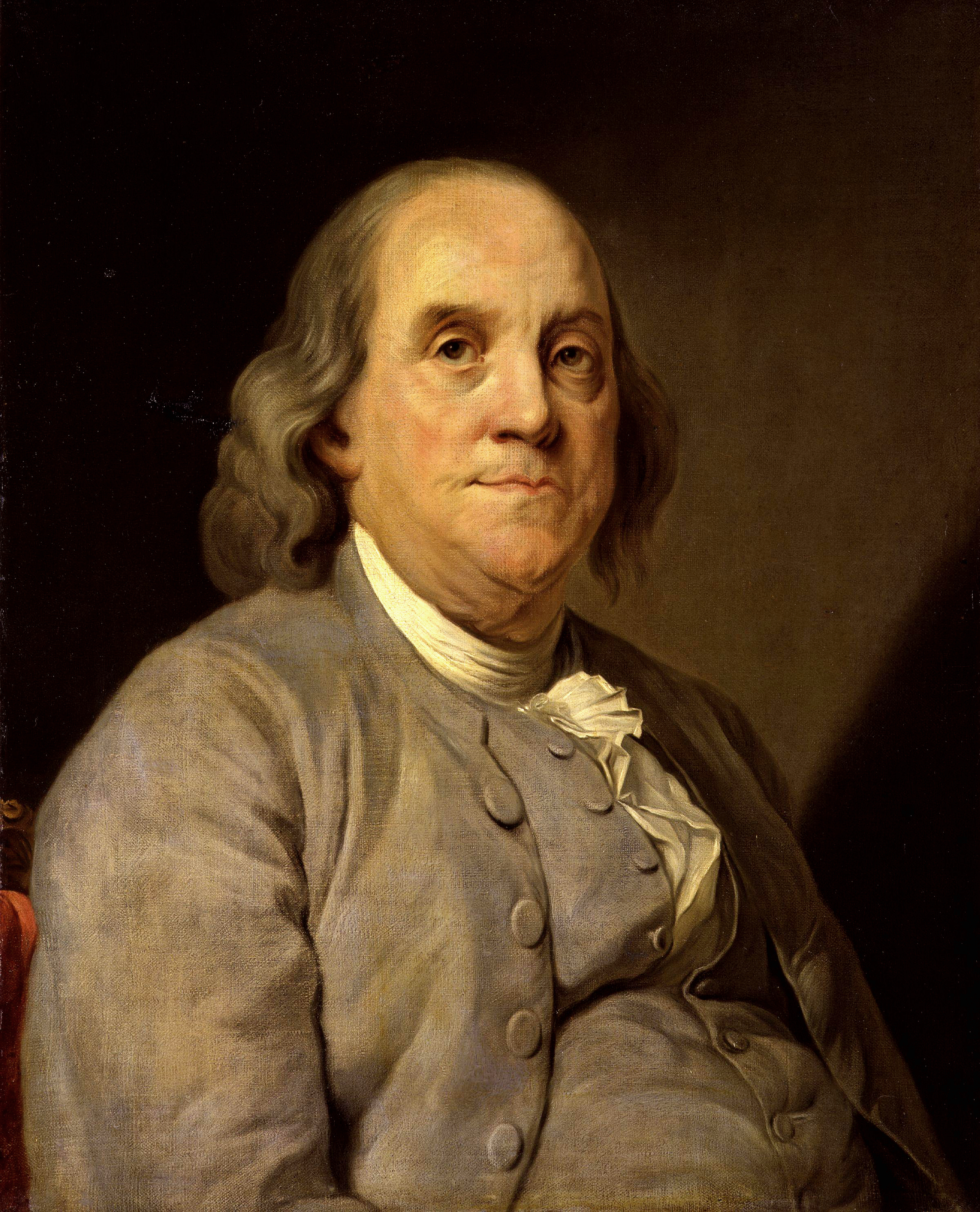
B. Franklin

Das Franklin County wurde am 19. Dezember 1837 aus Teilen des Crawford County gebildet. Benannt wurde es nach Benjamin Franklin (1706–1790), einem der Gründerväter der USA.
1871 wurde auf einem Teil des damals größeren Franklin County das Logan County gegründet.
Ursprünglich hatte das County nur ein Courthouse in Ozark. In den 1890er Jahren kam das zweite in Charleston hinzu.
Deutsche und Schweizer Einwanderer brachten das Wissen um die Weinproduktion mit, wofür das County auch heute noch bekannt ist.

## Demografische Daten
Nach der Volkszählung im Jahr 2010 lebten im Franklin County 18.125 Menschen in 6800 Haushalten. Die Bevölkerungsdichte betrug 11,5 Einwohner pro Quadratkilometer.
Ethnisch betrachtet setzte sich die Bevölkerung zusammen aus 95,0 Prozent Weißen, 0,7 Prozent Afroamerikanern, 1,0 Prozent amerikanischen Ureinwohnern, 0,9 Prozent Asiaten sowie aus anderen ethnischen Gruppen; 1,7 Prozent stammten von zwei oder mehr Ethnien ab. Unabhängig von der ethnischen Zugehörigkeit waren 2,0 Prozent der Bevölkerung spanischer oder lateinamerikanischer Abstammung.
In den 6800 Haushalten lebten statistisch je 2,63 Personen.
24,2 Prozent der Bevölkerung waren unter 18 Jahre alt, 58,7 Prozent waren zwischen 18 und 64 und 17,1 Prozent waren 65 Jahre oder älter. 50,6 Prozent der Bevölkerung war weiblich.
Das jährliche Durchschnittseinkommen eines Haushalts lag bei 31.666 USD. Das Prokopfeinkommen betrug 17.266 USD. 18,8 Prozent der Einwohner lebten unterhalb der Armutsgrenze.

## Kultur und Sehenswürdigkeiten

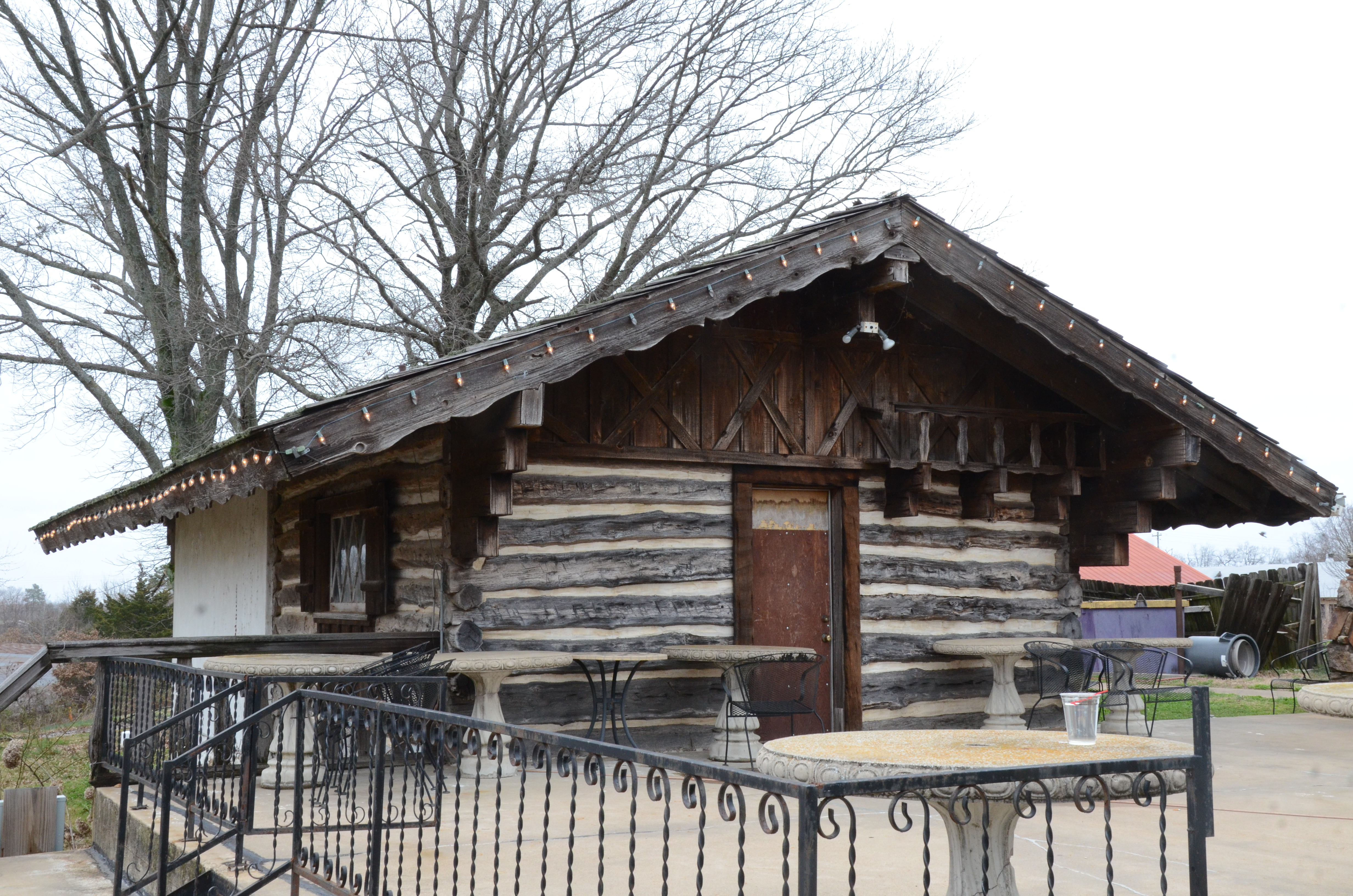
Wiederkehr Wine Cellar (2015). Dieser Weinkeller stammt aus dem 19. Jahrhundert und ist seit Mai 1977 im National Register of Historic Places eingetragen.

22 Bauwerke, Stätten und historische Bezirke (Historic Districts) des Countys sind im National Register of Historic Places („Nationales Verzeichnis historischer Orte“; NRHP) eingetragen (Stand 23. Februar 2022), darunter das Gerichtsgebäude des County, die German-American Bank sowie der Wiederkehr Wine Cellar.

## Orte im Franklin County
Citys
| - Altus - Branch - Charleston | - Ozark - Wiederkehr Village |

Town
- Denning

Unincorporated Communitys
- Alix
- Cecil

weitere Orte
- Barnes
- Beach Grove
- Cass
- Cravens
- Etna
- Fern
- Greenwood
- Jethro
- Lone Elm
- Meg
- Mineral Springs
- Mountain Crest
- Mountain Grove
- Mountain Top
- Paradise
- Peanut
- Peter Pender
- Piney
- Pittston Junction
- Pleasant View
- Poping
- Redding
- South Ozark
- Sutherland Crossroads
- Toney
- Vesta
- Webb City
- West Cobb

Townships
- Alix Township
- Barham Township
- Black Oak Township
- Boston Township
- Cobb Township
- Cravens Township
- Donald Township
- Grover Township
- Hogan Township
- Hurricane Township
- Ivy Township
- Limestone Township
- McIlroy Township
- Middle Township
- Mill Creek Township
- Miller Township
- Morgan Township
- Mountain Township
- Mulberry Township
- Prairie Township
- Shores Township
- Six Mile Township
- Walker Township
- Wallace Township
- Watalula Township
- Weaver Township
- White Oak Township
- White Rock Township
- Wittich Township